# Християн Хабіхт
Християн Хабіхт (нім. Christian Habicht; 23 лютого 1926; Дортмунд — 6 серпня 2018; Принстон) — німецький історик античності та епіграфіст, який зробив особливий внесок у вивчення еллінізму та давньогрецьких написів.

## Життєпис
Християн Хабіхт походив з родини ремісників, які досягли соціального прогресу, і був сином Германа Хабіхта, генерального директора Hermes Kreditversicherungs-AG у Гамбурзі, та його дружини Фреї, уродженої Діфенбах. Він виріс у Гамбурзі та навчався у гімназії Маттіаса Клавдія, протягом 1943—1945 років проходив військову службу як помічник ППО люфтваффе. Після закінчення Другої світової війни отримав атестат зрілості в Йоганнеумі та почав вивчати античну історію, класичну філологію та класичну археологію в Гамбурзькому університеті в зимовому семестрі 1946/1947 року. Хабіхт навчався окремими семестрами в Гейдельберзькому університеті імені Рупрехта-Карла та Геттінгенському університеті імені Георга-Августа. У 1952 році він здобув докторський ступінь у Гамбурзі, захистивши дисертацію з грецької релігійної історії. У 1952 році він отримав стипендію для просування молодих викладачів університету; У 1954/1955 роках він отримав стипендію на подорожі від Німецького археологічного інституту, що дозволило йому, серед іншого, проводити інтенсивні епіграфічні дослідження в Греції. З цього матеріалу виросла його дисертація на здобуття ступеня габілітованого доктора, яку він представив Гамбурзькому університету в 1957 році та в якій відредагував і прокоментував 65 популярних написів з острова Самос. Ще в 1956 році він опублікував перше видання свого дослідження «Боголюди та грецькі міста», засноване на його дисертації. Це дослідження мало великий вплив і відкрило нові напрямки досліджень щодо культу елліністичного правителя. З 1956 по 1959 рік Хабіхт працював науковим асистентом у Гамбурзі, а в 1959 році його було призначено приватним лектором. У 1960/1961 роках він працював консультантом з питань античної історії в Афінському відділенні Німецького археологічного інституту.
У 1961 році Хабіхта було призначено професором стародавньої історії в Університеті Філіпса в Марбурзі, а в 1965 році він перейшов до Гейдельберзького університету. Він відмовився від пропозиції Рейнського університету Фрідріха Вільгельма в Бонні в 1964 році та Базельського університету в 1970 році. У зимовому семестрі 1966/1967 та літньому семестрі 1967 року Хабіхт був деканом філософського факультету Гейдельберзького університету. У 1973 році він став професором Інституту перспективних досліджень у Принстоні, членом якого він був уже з попереднього року. Він залишався почесним професором у Гейдельберзі. До 1983 року він також викладав як запрошений професор у Принстонському університеті, а в літньому семестрі 1995 року — як запрошений професор в Гамбурзькому університеті. У 1998 році став почесним професором. Його найвідоміший учень — Олександр Демандт.
У 1982 році Крістіан Хабіхт став Сатерським професором з класичної літератури у Каліфорнійському університеті в Берклі. У 1991 році він отримав премію Ройхліна від міста Пфорцгайм, у 1996 році — премію Мое від Американського філософського товариства та в 1998 році премію «Крітикос» Лондонського товариства сприяння еллінським дослідженням. Він був членом Гейдельберзької академії наук (з 1970 року), Німецького археологічного інституту (з 1977 року) та Австрійського археологічного інститутів, Американського філософського товариства (з 1983 року), Британської академії (з 1996 року) та Афінської академії (з 1999 року). Хабіхт також був співредактором серій «Гіпомнемати» (1962—1996), «Єврейські писання елліністичного римського періоду» (1973—1998), а також «Американського журналу давньої історії» (1976—2000).

## Дослідження
Хабіхт зосередився на грецькій епіграфіці та просопографії, а також на історії елліністичної епохи. Він опублікував важливі праці, зокрема про культ правителя того часу та про розвиток і суспільство Афін в елліністичний період, які були опубліковані переважно в томах «Дослідження політичної історії Афін у III столітті до нашої ери», «Дослідження історії Афін в елліністичні часи», «Афіни в елліністичні часи. Збірник есеїв» та «Афіни. Історія міста в елліністичні часи». Він також написав дослідження про античного письменника-мандрівника Павсанія та про політичну діяльність Марка Тулія Цицерона. Його епіграфічна робота призвела до публікації численних раніше неопублікованих написів з Афін, а також з Пергама, Деметріади, Самоса, Фессалії та Коса.

## Список публікацій
Повний список публікацій до 2002 року можна знайти у 32-му томі (2002) журналу Chiron, присвяченому Хабіхту, на сторінках 2–14.
- Gottmenschentum und griechische Städte. C.H. Beck, München 1956; 2. Auflage 1970.
  - überarbeitete englische Übersetzung: Divine Honors for Mortal Men in Greek Cities: The Early Cases. Michigan Classical Press, Ann Arbor (Michigan) 2017, ISBN 978-0-9799713-9-6.
- Altertümer von Pergamon. Band 8, 3. Die Inschriften des Asklepieions. Walter de Gruyter, Berlin 1969.
- 2. Makkabäerbuch (= Jüdische Schriften aus hellenistisch römischer Zeit. Band 1: Historische und legendarische Erzählungen. Teil 2). Gütersloher Verlagshaus Gerd Mohn, Gütersloh 1976, ISBN 3-579-03912-1; 2. Auflage 1979.
- Untersuchungen zur politischen Geschichte Athens im 3. Jahrhundert v. Chr. C.H. Beck, München 1979, ISBN 3-406-04800-5.
- Studien zur Geschichte Athens in hellenistischer Zeit. Vandenhoeck & Ruprecht, Göttingen 1982, ISBN 3-525-25171-8.
- Pausanias und seine «Beschreibung Griechenlands». C.H. Beck, München 1985, ISBN 3-406-30829-5.
- Cicero der Politiker. C.H. Beck, München 1990, ISBN 3-406-34355-4 (auch erschienen in englischer und japanischer Übersetzung).
- Athen in hellenistischer Zeit. Gesammelte Aufsätze. Beck, München 1994, ISBN 3-406-38164-2.
- Athen. Die Geschichte der Stadt in hellenistischer Zeit. Beck, München 1995, ISBN 3-406-39758-1 (auch in englischer, französischer, griechischer und russischer Übersetzung).
- The Hellenistic Monarchies: Selected Papers. University of Michigan Press 2006, ISBN 0-472-11109-4.